# Ouragan Donna
L’Ouragan Donna est un ouragan capverdien de catégorie 4 dans l'Échelle de Saffir-Simpson. Il se forma le 29 août 1960 près des îles du Cap-Vert, traversa l'Atlantique équatorial pour d’abord frapper les îles du Vent puis courba vers le nord pour atteindre la côte est des États-Unis et finalement devint post-tropical en traversant l’est du Canada le 14 septembre. Durant ses 17 jours de vie, Donna détient le record de longévité au niveau de catégorie 3 ou supérieur (ouragan majeur) alors que du 2 au 11 septembre, ses vents soutenus atteignirent au moins 185 km/h.
Son passage fut très destructif, au moins 364 personnes furent tués et les dommages furent estimés à 960 millions $US de 1960. Dès le 29 septembre, Donna produisit des lignes de grain violentes qui firent s'écraser un avion près de Dakar (Sénégal) ce qui tua 63 personnes. L'ouragan causa des inondations catastrophiques dans les îles Vierges et à Porto Rico, jusqu'à 380 mm en moins de 4 heures. En tournant vers le nord, Donna frappa des Keys de la Floride jusqu'au Maine et l'est du Canada. Il s'agissait de la première fois dans les annales tenues depuis 1871 aux États-Unis que la trajectoire d'un ouragan lui faisait frapper autant des États de la Côte est. À la suite de ses effets, le nom Donna fut retiré de la liste subséquente des noms donnés aux ouragans de l'Atlantique nord.

## Évolution météorologique

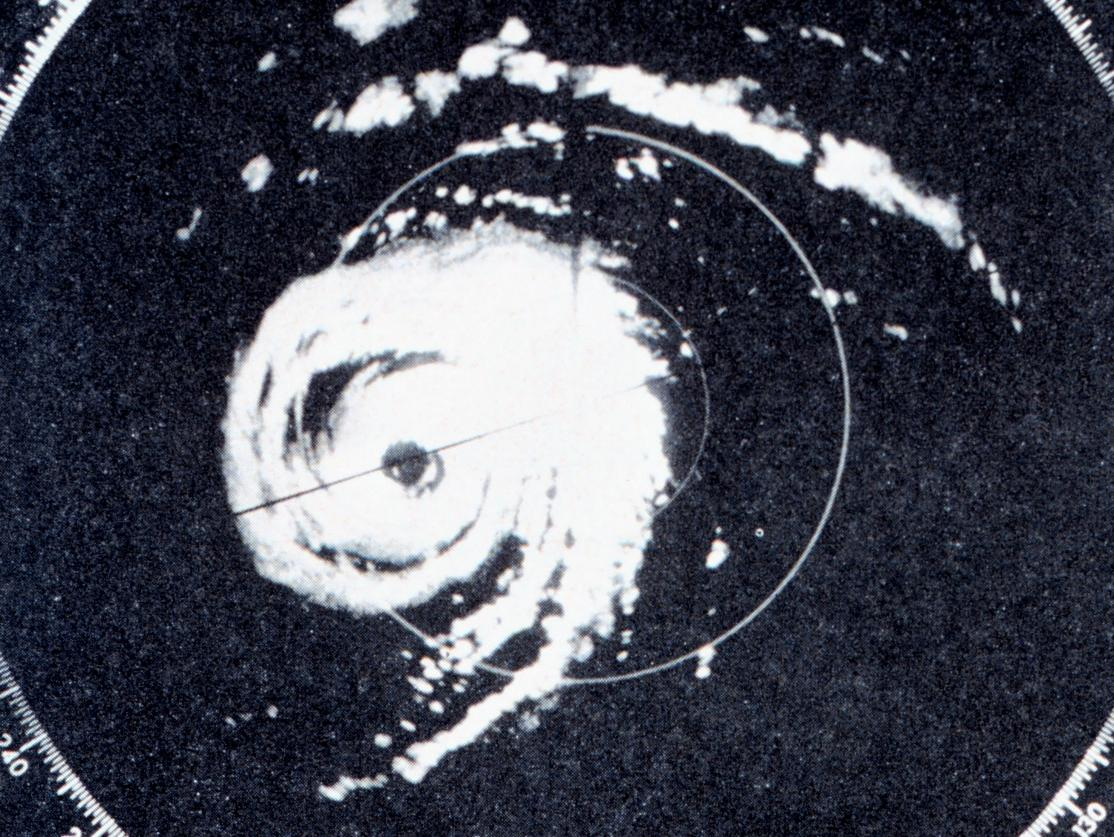
Image radar montrant Donna passant sur les Keys de Floride.

À l'origine, une onde tropicale bien organisée quitte la côte africaine le 28 août 1960. Avant d’atteindre les îles du Cap Vert, le système était suffisamment bien défini pour être classé comme une dépression tropicale le 29 août. Dès le 30, il fut reclassé tempête tropicale et reçut le nom de Donna.
Se dirigeant vers l'ouest, l'intensification se poursuivit et Donna atteint le niveau d’ouragan de catégorie 1 le 1er septembre. Il passa sur les plus nordiques des îles du Vent. Se dirigeant vers l’ouest-nord-ouest, il passa à 70 km à l’est de Porto Rico mais y déversa quand même des trombes d’eau puis  frôla Cuba le 9 septembre avant de frapper les Keys de Floride,.
Donna frappa d’abord Marathon sur Key Vaca, au milieu des Keys, alors que l’ouragan était de catégorie 4 avec des vents soutenus soufflant à 230 km/h et des rafales  à 290 km/h. La pression centrale du système était à 930 hPa . Il vira ensuite vers le nord, suivit la côte ouest de la Floride avant de frapper pour une seconde fois entre Naples et Fort Myers, toujours à la catégorie 4 .
Après la traversée de la Floride, Donna sortit sur l'Atlantique près de Daytona Beach avant de toucher brièvement pour une troisième fois la côte à Topsail Beach (Caroline du Nord) alors que son intensité était de catégorie 2. Par la suite, Donna longea ensuite la côte est des États-Unis avant d'entrer dans les terres sur l’est de Long Island et le Connecticut à la catégorie 1 avec des vents de 153 km/h. Donna traversa le Maine et entra ensuite au Nouveau-Brunswick tôt matin du 13 septembre. Le système n'était plus qu'une tempête tropicale avec des vents de 111 km/h. La tempête faiblit en se déplaçant vers le nord-est. À ce moment, elle n’était plus qu’une dépression post-tropicale. Elle se traversa ensuite la Gaspésie et le Labrador avant d'être absorbée dans la circulation atmosphérique le 14 septembre.
Du 2 au 11 septembre, les vents du cyclone se maintinrent à au moins 185 km/h et Donna atteignit même brièvement près de la catégorie 5 de l'échelle de Saffir-Simpson avec des vents de 250 km/h,. Donna fut aussi un ouragan à déplacement lent, contrairement à l’ouragan Charley de 2004 qui suivit une trajectoire similaire, ce qui lui permit de laisser des quantités très importantes de pluie allant jusqu’à 300 mm sur le sud de la Floride et 380 mm à Porto Rico,,. De plus, dans les trois semaines antérieures au passage de Donna, il est tombé beaucoup de pluie sur les régions que l’ouragan a touchées, jusqu’à 180 mm ce qui exacerba ses effets. En 2011, l'ouragan Irene répéta presque exactement la trajectoire et les effets de Donna sur la côte est des États-Unis au nord des Carolines.

## Préparatifs

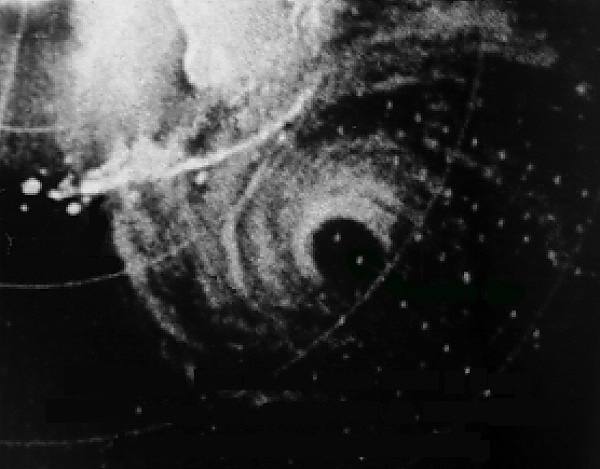
Donna approchant les Keys de Floride vu par le radar d'un avion de reconnaissance de la US Navy.

À midi heure locale le 3 septembre, une veille cyclonique fut émise pour les îles du Vent. Celle-ci fut rehaussée à une alerte dès 18 h et la veille fut étendue à Porto Rico et les îles Vierges. Le lendemain à 6 h du matin, les messages passèrent à une alerte là aussi. Le 5 septembre au matin, l'alerte se termina pour les îles du Vent pour être remplacée par un avertissement de coup de vent, la même chose se produisit pour les deux autres îles vers midi.
Le 7 septembre au matin, ce sont les Bahamas qui se mirent en attente de Donna et dès 13 h 30 des veilles furent émises pour ce pays, Cuba et les Keys de la Floride. Les routes autour des plages de Fort Lauderdale furent fermées. À 11 h le 8 septembre, les veilles devinrent des alertes pour la plupart de ces endroits.
Le 9 septembre à 11 h, les alertes cycloniques couvrirent jusqu'à Punta Gorda en Floride et des avertissements de coup de vent étaient en vigueur plus au nord. Les veilles et alertes s’étendirent ainsi graduellement vers le nord jusqu’en Nouvelle-Angleterre. Les résidents et les autorités prirent les mesures nécessaires pour minimiser les pertes de vies et les dégâts. Entre autres, les bateaux à quai à Newport (Rhode Island) furent envoyés au large ou montés sur les rives.

## Impact

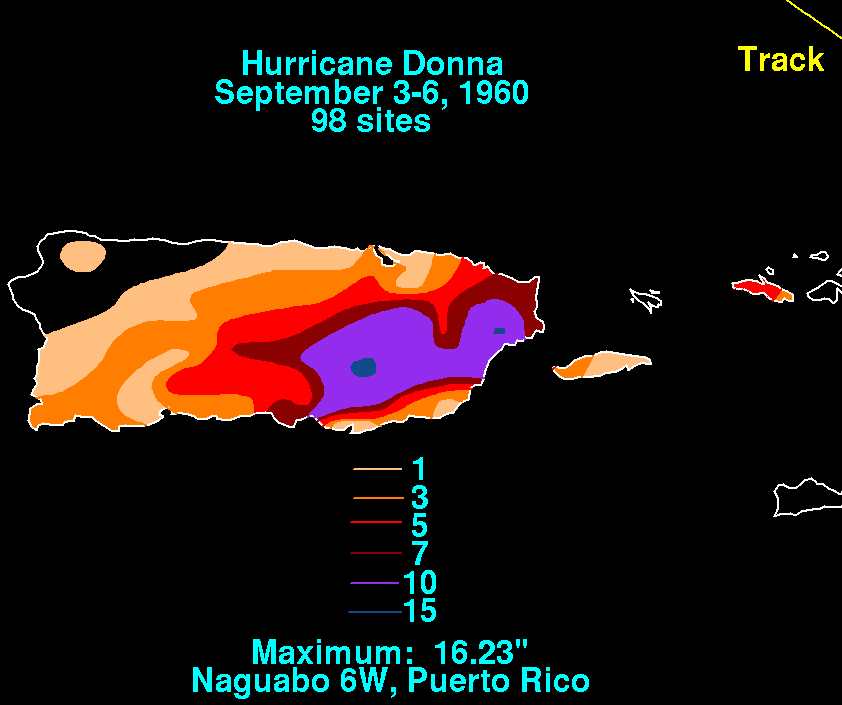
Accumulations de pluie à Porto Rico
(1 pouce = 25,4 mm).

### Antilles
La station météorologique de l'aéroport de Saint-Martin (Royaume des Pays-Bas) rapporta des vents soutenus de 195 km/h et une pression barométrique de 952 hPa. Donna causa des dommages partout sur l'île, coupant le courant et laissant un quart de la population sans abris. Sept personnes furent également tuées. L'île voisine de Anguilla fut frappée de façon similaire et rapporte cinq décès, dont une femme tuée par l’écrasement du toit de sa maison.
À Saint Thomas (Îles Vierges des États-Unis), les vents n'atteignirent que 66 km/h alors que Donna passa à 60 km au nord de l'île et sept personnes sont mortes au total dans les Îles Vierges malgré de faibles dommages. À Porto Rico, le centre de Donna est passé à plus de 130 km au large mais les bandes externes de précipitations laissèrent des accumulations de 200 mm sur la moitié de l’île, avec un maximum de 380 mm, et la marée de tempête atteignit de 1,2 à 1,8 m, . Les inondations qui suivirent tuèrent 107 personnes, dont 85 à Humacao).
Les Îles Turques-et-Caïques échappèrent à l'impact direct de Donna, ne rapportant que des vents de 80 à 100 km/h, mais il est tombé 300 mm en 12 heures. North Caicos rapporta même 300 mm de pluie en 24 heures. Malgré cela, aucune donnée n’est disponible sur les victimes ni le montant des dommages.
Aux Bahamas, l'anémomètre de Ragged Island est parti au vent après avoir signalé des pointes à 240 km/h. À Mayaguana, plusieurs résidents durent se réfugier dans une base militaire chargée de la surveillance des missiles alors que les vents de force d’ouragan soufflèrent durant 13 heures. Plusieurs communautés sur les petites îles du centre des Bahamas furent complètement détruites.

### États-Unis

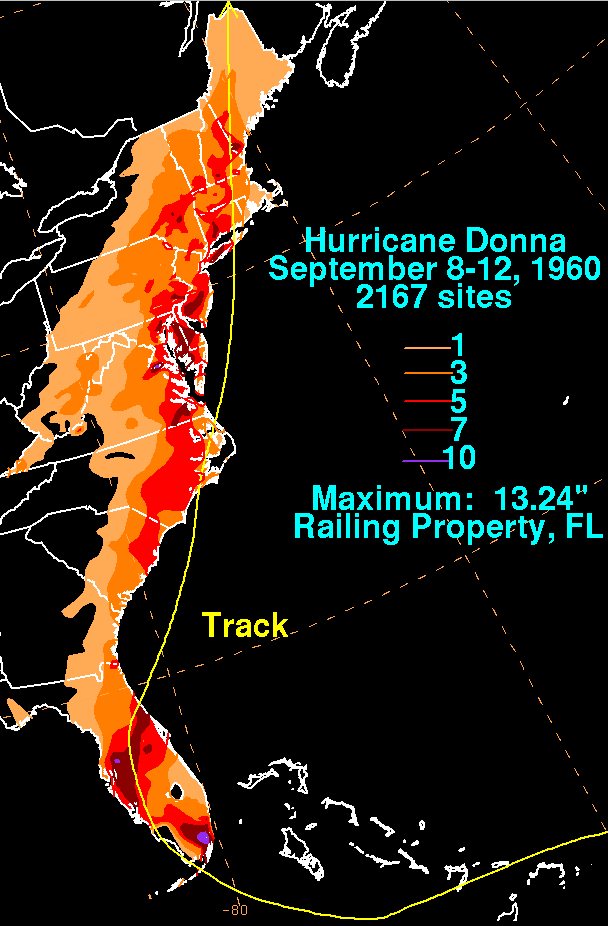
Accumulation sur la côte est des États-Unis.

#### Floride
Donna fut le premier ouragan a frapper Miami depuis octobre 1950. Les vents les plus forts furent de 150 km/h à Fort Myers et de 105 km/h à Key West. La Floride subit les pires dommages de tous les États frappés, particulièrement la région des Keys où l’onde de tempête atteignit 4 m à Marathon. De vastes portions du sud et de l’ouest de l’État reçurent plus de 250 mm de pluie, les mangroves de la côte ouest du parc national des Everglades furent détruites en grande partie et au moins 35 % de la population de grandes aigrettes disparut,. Au total, 35 % de la récolte de pamplemousses, ainsi que 10 % de celle d’oranges, de tangerines et d’avocats furent perdues.
La barrière de corail du National Marine Sanctuary, près de Key Largo, fut endommagée par l’ouragan. Donna causa aussi un impact important sur la vie marine du nord de la Floride. Un grand nombre de poissons, poussés à l’intérieur des terres avec la marée, furent laissés là par le retrait des eaux salées et moururent. La décomposition de tant de bêtes priva les eaux côtières  d’oxygène ce qui causa une mortalité supplémentaire après le passage de la tempête. Même si la salinité revint à la normale après six semaines, la concentration d’oxygène dans l’eau resta basse pour plus longtemps. La vie marine demeura très dispersée durant des mois dans les zones de moindre concentration d’oxygène et le pêche sportive s’en ressentit.
Les crevettes juvéniles se retrouvèrent loin des estuaires habituels dans des eaux plus profondes environ 100 km au large où finalement les pêcheurs commerciaux les retrouvèrent
. Une sterne caspienne fut déroutée loin vers le nord de son site de nidation par l’ouragan et se retrouva à Digby Neck en Nouvelle-Écosse au Canada.
Donna causa les pires pertes de l'histoire de la Floride par cyclone tropical jusqu’à cette date et le président Dwight David Eisenhower déclara la région allant des Keys jusqu’au centre de l’État comme une zone de désastre naturel, ouvrant droit à un vaste programme d’aide de la part du gouvernement fédéral. Un vaste programme de reconstruction permit de réhabiliter les Keys de Floride pour Noël.

#### Ailleurs sur la côte est

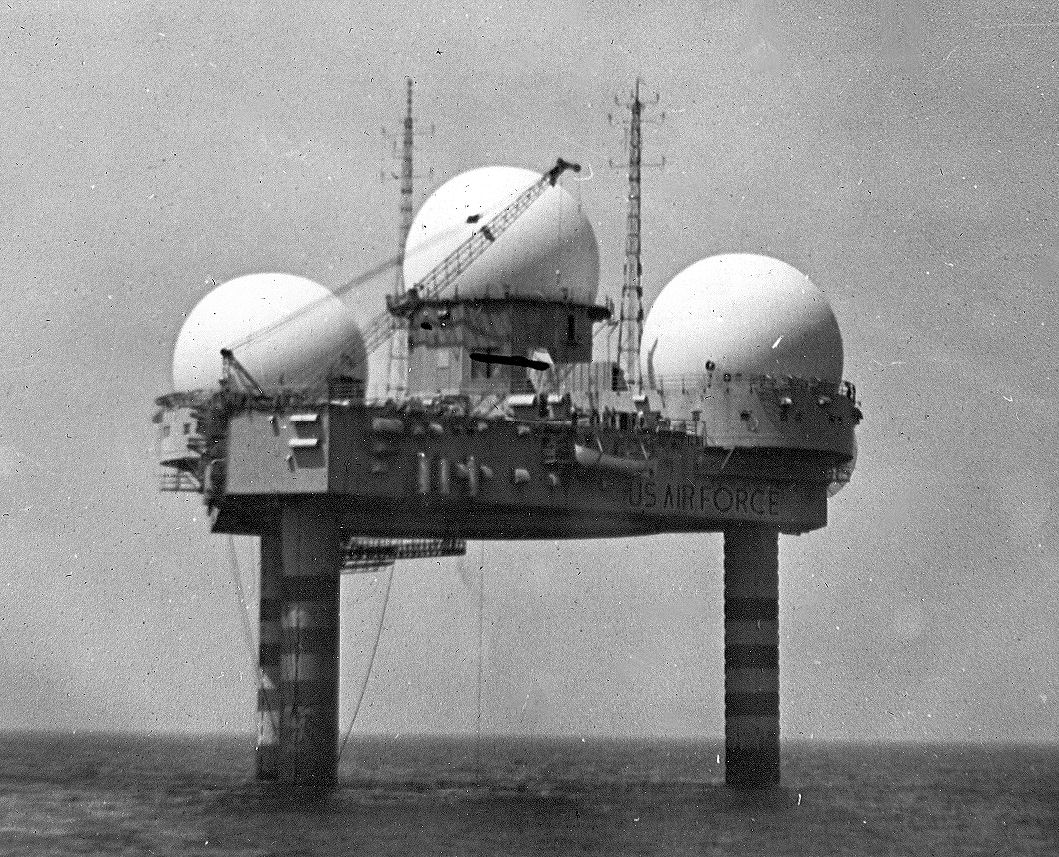
Plateforme Texas Tower 4 avant Donna.

Bien qu’ayant perdu une bonne partie de son intensité après son passage sur la Floride, Donna frappa durement le côte est des États-Unis des Carolines à New York. De 125 à 255 mm de pluie tombèrent du nord-est de la Caroline du Nord au Maine. Cinquante personnes sont officiellement mortes des suites de Donna et les dommages se chiffrèrent à un équivalent 3,35 milliards $US en dollar de 2006. Des vents de 169 km/h furent signalés sur la côte est de la baie de Chesapeake et des rafales à 185 km/h soufflèrent à Long Island et au Rhode Island. L’onde de tempête atteignit 3 m dans le port de New York et endommagea les quais. Le Blue Hill Observatory au Massachusetts signala des rafales à plus de 233 km/h.
Comme exemples de dommages, il est possible de citer le comté de Beaufort en Caroline du Sud, où de nombreux arbres furent déracinés, les lignes électriques furent coupées, les toits de maisons furent soufflés, les quais furent emportés et les dommages aux récoltes de maïs et de soja furent généralisés. La promenade et les jeux forains de la station balnéaire de Cliffwood Beach, New Jersey, furent détruits par l’ouragan et ne s’en sont jamais remis. Chatham (Massachusetts), dans le quadrant est de Donna, ne reçut que peu de pluie mais les forts vents du sud-ouest laissèrent un épais dépôt d’embruns salins qui recouvrit les fenêtres exposées.
Donna passa directement sur la plateforme radar Texas Tower 4 de la US Air Force le 12 septembre alors qu’elle était stationnée au large de Long Island. L’ouragan lui causa des dommages si importants qu’elle fut mise hors-service. Une tempête hivernale en janvier suivant la fit couler avec la petite équipe d’entretien.

### Canada
De fortes quantités de pluie tombèrent sur le Nouveau-Brunswick et le sud du Québec. Un homme trouva la mort au Québec pendant la tempête, succombant à une crise cardiaque lorsque le feu provoqué par les vents violents s’est approché de sa maison.
Deux personnes furent blessées dans des accidents de la route causés par le mauvais temps. Au Québec, des vents de 85 km/h arrachèrent des poteaux d’électricité et des arbres.

## Retrait et notoriété
Donna est un des sept ouragans capverdiens à frapper les États-Unis continentaux et ayant reçu un nom avant de passer à l’ouest de 35° Ouest. Les autres sont : Gloria en 1985, Hugo en 1989, Georges en 1998, Isabel en 2003, Ivan en 2004 et Ouragan Irma en 2017.
L'écrivain et prix Nobel de littérature John Steinbeck écrivit son expérience du passage de l'ouragan Donna dans le livre Travels with Charley: In Search of America. La tempête retarda son départ de Sag Harbor, Long Island, pour un voyage de découverte à travers les États-Unis avec son chien Charley. Il faillit se noyer quand il essaya de sécuriser son bateau. Une scène extérieure du film Blast of Silence fut tournée à Long Island malgré la tempête.
À la suite de la dévastation causée par Donna, le nom fut retiré des listes futures par l’Organisation météorologique mondiale. C’est le nom Dora qui prit sa place mais il fut lui-même retiré par les effets de l’ouragan Dora de 1964.

### Source
- (en) Cet article est partiellement ou en totalité issu de l’article de Wikipédia en anglais intitulé « Hurricane Donna » (voir la liste des auteurs).